# Dolcett
Dolcett 是一位网络匿名漫画恋物艺术家（Fetish artist），位于加拿大多伦多。
Dolcett最初活跃于20世纪末期，他的作品描绘了许多以女性为对象的绑缚、残酷折磨（包括穿刺）、食人、强奸和谋杀场景，其中的行为通常被描述为是在双方知情同意下进行的。
Dolcett的大多数作品不以印刷品的形式传播，仅能在网络上看到。